# Microregiunea Jánoshalma
Microregiunea Jánoshalma (în maghiară Jánoshalmai kistérség) a fost o microregiune statistică (kistérség) din județul Bács-Kiskun, Ungaria.
Cu o populație de 15.736 locuitori și o suprafață de 399,1 km2, aceasta a existat până în 2014, când în Ungaria, microregiunile ”kistérségek” au fost înlocuite de districte (járások).